# Kvinnliga skönhetsideal på sociala medier
Kvinnliga skönhetsideal på sociala medier är en stor del av samhället år 2024. Skönhetsideal har varierat genom historien, från smala midjor på 1700-talet till dagens fokus på perfektion och smalhet. Sociala medier har förstärkt dessa ideal och skapat en hets kring hälsa och utseende, vilket kan leda till stress, låg självkänsla, ätstörningar och depression bland unga kvinnor. Influerare och retuscherade bilder på sociala medier har normaliserat skönhetsingrepp och filteranvändning, vilket kan leda till orealistiska förväntningar och psykisk ohälsa.

## Bakgrund

### Skönhetsideal
Människan bär ofta på en önskan om att passa in och bli omtyckt. Det kan bland annat gälla utseende. Skönhetsideal kan skapas av människor i olika grupperingar och är en typ av uppfattning av hur man "ska" se ut för att vara vacker. Karakteristiskt för mode och skönhetsideal är att det för många är ett ouppnåeligt ideal att sträva efter och ofta bortser från den mänskliga anatomin. 1800- och 1900-talens utveckling inom fotografi och rörliga bilder som blivit mer och mer förekommande i våra liv, påverkar numera våra uppfattningar om det "normala" och "vackra". Skönhetsidealen växlar ständigt, det som idag anses vara vackert blir i en annan tid fult och motbjudande. Människor har i alla tider och samhällen uttryckt sin samhällsposition och identitet med hjälp av kläder, kroppsspråk och smink. Människan har i alla tider ägnat sig åt sin kropp och utseende och förskönat och förändrat den. Kroppen måste då med olika hjälpmedel "formas" om för att anpassa sig till det rådande idealet.

#### Skönhetsideal genom tiderna 1700–2000-talet

##### 1700-talet
1700-talet präglades av utseendet som användes för att markera positionen i samhället. Skönhetsidealet förankrades i en uppdelning mellan hög och låg, rik och fattig, vacker och ful. Under 1700-talet uppstod en form av kroppsideal, då de högre stånden använde korsetter för att skapa en ideal kroppsform. Korsett bars dygnet runt och blev en symbol för anständighet. Kvinnors idealiserade skönhetsdrag inkluderade ljus hy, runda ansikten, små fötter och en smal midja. Det var också vanligt att kvinnor bar peruker och använde puder för att ge huden en blekare ton, vilket ansågs vara attraktivt. Mode och skönhetsnormerna var starkt kopplade till samhällsklasserna. xcv

##### 1800-talet
Idealen som dominerade var klasspecifika. Överklassens kvinnor skulle se smala, bleka och ömtåliga ut. Kvinnor använde ofta hattar och handskar som kompletterade deras klädsel. Den bleka hyn var ett tecken på välstånd, att man inte behövde vara utomhus och arbeta. Arbetarklassens kvinnor skulle däremot vara kraftiga och tåliga. Skönhetsideal och mode varierade alltså beroende på samhällsklass och kulturella påverkningar under denna period.

##### 1900-talet
Under 1900-talet växlade kroppsidealen ständigt. Skönhetsidealen var dynamiska och varierade betydligt under 1900-talet och återspeglade samtidens trender och samhällsförändringar. I början av 1900-talet skulle kroppen vara smal och bräcklig, hyn skulle vara blek och figuren tunn. Korsetter var fortsatt trendigt. Runt 1910-talet tog detta en vändning. Den kvinnliga kroppen lämnade det smala och svaga idealet. Den kvinnliga idealkroppen gick upp i vikt, följd av lösare kläder utan korsett. En ökad acceptans för olika kroppstyper uppstod. Idealen fortsatte att växla under hela 1900-talet.

##### 2000-talet
Precis som övervägande del av 1900-talet har det smala idealet bestått även under 2000-talet. Det gäller inte bara att vara smal, det ska även vara format till perfektion. Under 2000-talet har man förändrat kroppar med kirurgiska ingrepp. Detta har lett till en missvisande bild av hur en normal kvinnokropp ser ut. I början av 2000-talet var det fortfarande en viss popularitet för tonad och solbränd hudton.

### Sociala medier

Instagrams logga 2016

Den digitala utvecklingen och sociala mediers utveckling har blivit en plattform för att sprida och bekräfta skönhetsideal och normer. Sociala medier är ett begrepp som innefattar flera olika plattformar där användarna kan lägga upp bilder, videos och texter för att kommunicera med andra användare. Det har också blivit en plattform för marknadsföring, opinionsbildning och informationsdelning på global nivå. Sociala medier har påverkat samhället genom att förändra sättet vi kommunicerar, konsumerar information och bygger och underhåller relationer online. Några av de populäraste plattformarna är Instagram, Facebook, Youtube, Snapchat och Tiktok. År 2010 lanserades Instagram. Instagram är den näst största plattformen i Sverige. Kvinnor ägnar i genomsnitt mer tid åt sociala nätverk än män. Den största användargruppen är kvinnor i 16-25 års ålder. Ungefär 40 % av tjejerna är i åldern fjorton till sjutton och 54 % av 18-åriga tjejer använder sociala medier mer än tre timmar per dag. Antalet timmar som läggs på sociala medier dagligen har ökat. Det är vanligare bland kvinnor än män att lägga ut eget material på bland annat Instagram och Tiktok. Under år 2023 användes Tiktok av 3,2 miljoner svenskar varje månad.

## Skönhetsideal på sociala medier

### Smalhet och hälsohets
På sociala medier råder en hets kring hälsa och smalhet, det är viktigt att ha en vältränad och hälsosam kropp. Hälsohets kan innebära stress och lidande för många människor. Den fysiskt aktiva och smala människan anses vara smart, vacker, populär och framgångsrik. Sociala medier är en stark förmedlare av kroppsideal. Idealen framhäver en tro på att den "perfekta kroppen" säger något om individens lycka och framgång. Somliga känner oro och ångest när de inte lever upp till idealet.
Facebookanvändare tenderar att i större utsträckning vara drivna av de kroppsideal som finns samt uppvisa ett större kroppsmissnöje än icke användare. Fokuset på sociala medier ligger på att förbättra utseendet och inte hälsan. Instagram är den sociala plattform som ger upphov till mest hälsostress. Drygt hälften av de som använder Instagram känner sig stressade över att deras livsstil inte är tillräckligt hälsosam. Bilder med smala ideal har negativa effekter och skapar oro över vikt, välmående, självförtroende och psykiska hälsa.
I kontakt med sociala medier exponeras unga kvinnor för tunnhet, men även budskapet kring kost och träning. Nutidens skönhetsideal bygger på smalhet, sexighet och nya mer detaljerade inslag om hur specifika kroppsdelar ska se ut. Thigh gap är ett av idealen under 2000-talet. Individen ska vara smal på "rätt sätt". Det "rätta" sättet varierar och det finns flera smalhetsideal som är aktiva parallellt med varandra i dagens sociala medier. Bland annat det kurviga smala idealet, det smala raka idealet och det sportiga smala idealet. Det sportiga smala idealet hittas enkelt under taggen "fitspiration" på bland annat Instagram. Bilder med #fitspiration är likt det traditionella idealet att vara smal. "Fitspiration" har de senaste åren ersatt trenden "thinspiration" som tidigare var målet för många. Det innebar att vara tunn, smal och inspireras till att inte äta för mycket.
Kvinnor utsätts dagligen för olika typer av objektifiering, bland annat på sociala medier, vilket leder till att kvinnor själva objektifierar sin kropp. Kvinnor blir i och med det ett objekt som ska bedömas efter utseendet snarare än efter sin person. Detta kallas självobjektifiering och innefattar begreppen självövervakning och skam. Självövervakning innebär att individen hela tiden stämmer av sitt utseende mot det förmedlade idealet. Sociala medier och deras samverkan med kvinnors vilja att eftersträva samtidens ideal innebär en stor risk för att utveckla negativa tankar kring sin kropp och utveckla negativ kroppsbild. Sociala medier ökar för varje dag exponeringen av utseenderelaterade bilder. Att ständigt ha tillgång till denna typ av bilder ökar risken för att kvinnor jämför sig med det presenterade idealet på exempelvis Instagram och Facebook.

### Skönhetsingrepp och influerare
I Sverige görs minst 300 000 skönhetsinjektioner varje år. På sociala medier är många influerare öppna med att de fyllt läpparna eller opererat brösten. Influeraren Felicia Aveklew är en av dem som har genomgått skönhetsingrepp såsom bröstoperation, fillers och botox. Influencers försörjer sig på sociala medier. Deras kanaler består mestadels av sig själva, de försörjer sig på sitt utseende eftersom deras kanaler bygger på fokus på deras ansikten och kroppar. Influencers som genomför ett ingrepp skapar en negativ effekt. Många kvinnor är missnöjda med sina kroppar och sitt utseende, en anledning till detta är vad som publiceras på sociala medier.
Skönhetsingreppen har ökat med runt 15 % sedan 1990-talet. Vissa influerare ingår sponsrade samarbeten med skönhetskliniker i Turkiet, innehållet på deras sociala medier speglar en positiv bild av kliniken och deras tjänster. Detta kan leda till en glamoriserad bild av de kirurgiska ingreppen och leder till att ett orealistiskt och ohälsosamt ideal uppstår på sociala medier och påverkar unga tjejer. Skönhetsingrepp används för att korrigera och uppnå det rådande idealet. Genom sociala medier är det både tillgängligare och lättare att påverkas av skönhetsideal och skönhetsingrepp. 2019 spreds till exempel en trend bland unga på sociala medier "Glued lip challenge", en utmaning för att få större läppar med hjälp av lim.
Influerare är personer som inspirerar och sprider sina åsikter på sociala medier. Mellan influerare och deras ofta unga följare skapas en relation där följarna starkt tror på det influerarna sprider. I bild och text förmedlas att idealkroppen uppnås genom disciplin och kontroll, hård träning och stränga dieter. I en illusion skapas vägen till lycka, glädje och framgång genom en perfekt idealkropp. Ytterst få av följarna kan identifiera sig med idealkroppen och blir osäkra och börjar tvivla på sin egen kropp. Osäkerheten skapar en stark tilltro till influerade eftersom de har skapat idealkroppen. Det influerare sprider på sociala medier blir verklighet och den enda sanningen för vägen till lycka. Nya metoder i form av skönhetsingrepp för att korrigera och uppnå det rådande idealet är vanligt.

### Filter och retuschering
På sociala medier existerar orealistiska skönhetsideal som unga kvinnor förväntas leva upp till, orealistiska för att de är skapade i retuscheringsappar. Reklam och modebranschen har sedan länge bidragit till utseendefixering bland unga kvinnor eftersom brister hos modeller korrigerats bort. Bristfälligheterna kan vara till exempel rynkor, fläckar och kroppsform och retuschering är därmed inget nytt fenomen. Däremot har framväxten av sociala medier bidragit till att retuscherande gratisapplikationer och förskönande kamerafilter är tillgängliga för allmänheten. Detta har orsakat att utseendenormer bibehålls genom filters anspelan på kvinnligt skönhetsideal. Utseendet kan förändras med ett knapptryck för att passa in i samhällsnormerna. Applikationerna tillhandahåller kamerafilter som gör att användarnas hudton förändras, linjer och rynkor förfinas, läppar förstoras och hakan smalnas av. Unga kvinnor använder ofta bildmanipulationsverktyg på sociala medier för att passa in. Förskönade kamerafilter har orsakat att unga kvinnor försöker eftersträva filtrerade bilder genom skönhetsingrepp. Detta benämns som "Snapchat Dysmorphia". Detta syftar till att kvinnor minst en timme om dagen tänker på en bristfällighet i jämförelse med skönhetsidealen. Förskönade filter anspelar på de feminina skönhetsidealen. Filteranvändning har blivit ångestframkallande för unga kvinnor i jämförelse med tidigare när filter ansågs underhållande. Användningen av förskönande kamerafilter innebär en tvetydighet för unga kvinnor och kan skapa desperata försök till att dölja det egentliga utseendet. Kvinnor som exponeras för retuscherade bilder har lägre kroppsnöjdhet än de som utsatts för originalfoton. Feminina ideal, i kombination med användning av filter, bidrar till att kvinnor objektifieras genom andras blickar. Syftet med Instagram anses vara att visa upp en "perfekt" bild av sig själv. Det finns en förväntan på att kvinnor ska vara naturligt snygga. För att eftersträva den naturliga skönheten används retuschering för att förfina utseendet.

## Konsekvenser av skönhetsidealen på sociala medier

### Självkänsla
Det stora flödet av idealkroppar på sociala medier försämrar barn och ungas psykiska hälsa. Bilderna kan påverka deras självkänsla och humör, öka risken för kroppsmissnöje och ätstörningar. Ju mer en människa tittar på bilder med orealistiska skönhetsideal, desto mer jämförelse med andra människor sker. Att titta på bilder innehållande skönhetsideal är genomgående kopplat till mer negativa känslor kring sin egen kropp, fler ätstörda beteenden och lägre självkänsla. Ätstörningar har ökat, största ökningen sker bland kvinnor 15-19 år. Porträtten av andra människor på sociala medier kan bland annat förändra individens självbild. Genom de skönhetsideal som visas på sociala medier kan den mentala hälsan försämras, det bidrar bland annat till att unga kvinnor utvecklar missnöje kring sitt utseende. Lägre självkänsla och minskat självförtroende kan uppstå. Riskerna med låg självkänsla är att man blir mer sårbar för depression, oro och ångest. Relationer kan bli belastade. Man kan antingen bli överdrivet beroende av andra och deras godkännande alternativt överdrivet självupptagen och distanserande gentemot andra, jämförelse och bekräftelse från andra och nedvärderande tankar om sig själv är vanligt. Låg självkänsla kan hindra människan från att våga testa nya saker.

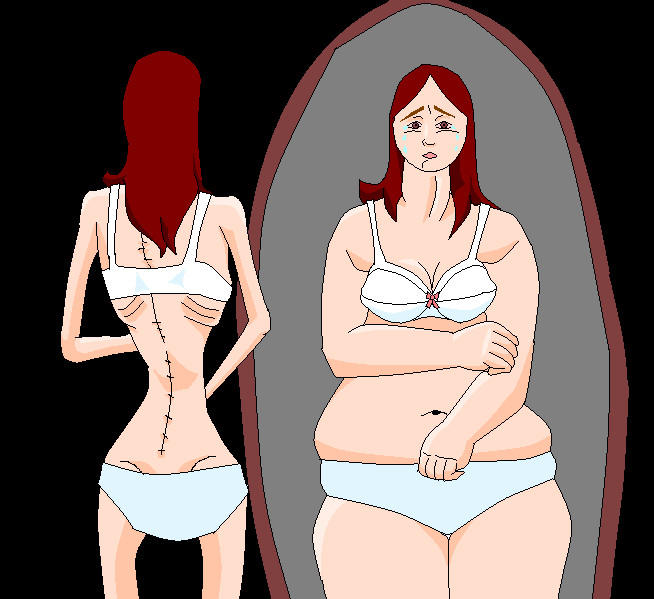
Självbilden hos många kvinnor med anorexia

### Ätstörningar
Orealistiska skönhetsideal kan utmynna i lägre självkänsla och bland annat ätstörningar. Antalet som lider av en ätstörning har ökat med 40 % de senaste 10 åren. Ätstörningar är vanligt hos unga kvinnor. Ungefär 147 000 kvinnor i åldrarna 15-60 år lider av en ätstörning. Användandet av sociala medier har stigit hastigt det senaste decenniet och är en central del i många unga kvinnors liv. Beroendet av att ständigt vara perfekt ligger ofta i kroppsidealet. Personen tar bilden ur en bra vinkel varpå sedan ett filter appliceras och redigeras tills bilden blir fläckfri. Detta kan leda till missnöje med utseendet och en strävan efter att vara smal eller utveckla en ätstörning. Ohälsosamma kroppsideal ökar risken för påverkan till ohälsosamma matvanor i form av olika dieter och ätstörningar som följd. Sociala medier bidrar till hets kring jämförelse mellan olika individer. Unga människor strävar efter den perfekta bilden för att påvisa ett perfekt liv, detta ofta i samband med förändring av utseende. Sociala mediers engagemang eller blottande av olika skönhets och kroppsideal leder i större utsträckning till negativ kroppsuppfattning och matval hos unga friska kvinnor. Ökat missnöje mot sitt individuella kroppsideal innebär större risk för att personen får låg självkänsla, depression och dålig livskvalitet. Den negativa attityden och synen på sin kropp kan leda till ätstörningar. Att ständigt omges av skönhets- och kroppsfixerade bilder resulterar i negativa känslor kring sin kropp och fler ätstörda beteenden. Även kroppspositiva bilder bidrar och förstärker objektifiering.

### Depression
Sociala medier är svårt att hantera, det är som en drog. Ett beroende uppstår snabbt och enkelt. De sociala plattformarna är designade för att skapa ett sug efter att använda dem. Andra viktiga delar i livet prioriteras bort och blir lidande, delar som behövs för att människan ska må bra. Stillasittande och att inte omges av andra människor skapar och förvärrar psykisk ohälsa. Ju mer tid ungdomar spenderar på sociala medier, desto sämre mår de ofta psykiskt. När det gäller specifikt psykisk ohälsa finns en stark anknytning till sociala medier. Mer skärmtid har dels direkt resulterat i ökad nedstämdhet och depression samt bidrar även till mindre social interaktion genom fysiska möten, vilket orsakar nedstämdhet och depression. Ungefär 695 000 kvinnor i Sverige använder anti-depressiva läkemedel. Självkänsla handlar om att människor ska vara tillfredsställda, stolta och accepterande kring sig själva och sin person. Låg självkänsla är vanligare hos unga kvinnor än hos unga pojkar. Låg självkänsla kan leda till depression och ångest. Depression är ett stort folkhälsoproblem i samhället och ökar bland ungdomar, framförallt hos unga kvinnor. Unga kvinnor är de som brukar sociala medier i högsta grad. En bidragande faktor till psykisk ohälsa och depression är sociala medier. Det finns ett samband mellan självkänsla, kroppsuppfattning och beroende av sociala medier. Risker med låg självkänsla är större sårbarhet för depression.